# Éliminatoires du Championnat d'Europe de football 1996
Navigation
Éliminatoires Euro 1992 Éliminatoires Euro 2000
Les qualifications du Championnat d'Europe de football 1996 ont eu lieu tout au long des années 1994 et 1995. Quarante-sept équipes ont été réparties en huit groupes. Toutes les équipes dans chaque groupe se sont rencontrées en matchs aller-retour. Le vainqueur de chaque groupe ainsi que les six meilleurs seconds sont directement qualifiés, tandis que les deux autres seconds doivent jouer un match de barrage sur terrain neutre. L'Angleterre est qualifiée d'office en tant que hôte de l'événement. 
Il s'agissait de la première phase de qualification pour le Championnat d'Europe de football qui a accordé trois points au lieu de deux pour une victoire.
Le tirage au sort eu lieu le 22 janvier 1994 à Manchester.
C'est également le premier Championnat d'Europe de football dont la phase finale réunira 16 équipes (contre 8 précédemment). Cet élargissement coïncide avec l'augmentation du nombre d'équipes de football en Europe (14 en plus par rapport aux éliminatoires précédentes), résultant de l'effondrement du bloc soviétique et de la dissolution de la Yougoslavie.

## Groupe 1
| Rang | Équipe      | Pts | J  | G | N | P | Bp | Bc | Diff |  | Résultats (▼ dom., ► ext.) |     |     |     |     |     |      |
| ---- | ----------- | --- | -- | - | - | - | -- | -- | ---- |  | -------------------------- | --- | --- | --- | --- | --- | ---- |
| 1    | Roumanie    | 21  | 10 | 6 | 3 | 1 | 18 | 9  | +9   |  | Roumanie                   |     | 1-3 | 3-2 | 2-1 | 2-1 | 3-0  |
| 2    | France      | 20  | 10 | 5 | 5 | 0 | 22 | 2  | +20  |  | France                     | 0-0 |     | 4-0 | 1-1 | 2-0 | 10-0 |
| 3    | Slovaquie   | 14  | 10 | 4 | 2 | 4 | 14 | 18 | -4   |  | Slovaquie                  | 0-2 | 0-0 |     | 4-1 | 1-0 | 4-1  |
| 4    | Pologne     | 13  | 10 | 3 | 4 | 3 | 14 | 12 | +2   |  | Pologne                    | 0-0 | 0-0 | 5-0 |     | 4-3 | 1-0  |
| 5    | Israël      | 12  | 10 | 3 | 3 | 4 | 13 | 13 | 0    |  | Israël                     | 1-1 | 0-0 | 2-2 | 2-1 |     | 2-0  |
| 6    | Azerbaïdjan | 1   | 10 | 0 | 1 | 9 | 2  | 29 | -27  |  | Azerbaïdjan                | 1-4 | 0-2 | 0-1 | 0-0 | 0-2 |      |

## Groupe 2
| Rang | Équipe    | Pts | J  | G | N | P | Bp | Bc | Diff |  | Résultats (▼ dom., ► ext.) |     |     |     |     |     |     |
| ---- | --------- | --- | -- | - | - | - | -- | -- | ---- |  | -------------------------- | --- | --- | --- | --- | --- | --- |
| 1    | Espagne   | 26  | 10 | 8 | 2 | 0 | 25 | 4  | +21  |  | Espagne                    |     | 3-0 | 1-1 | 3-0 | 6-0 | 1-0 |
| 2    | Danemark  | 21  | 10 | 6 | 3 | 1 | 19 | 9  | +10  |  | Danemark                   | 1-1 |     | 3-1 | 1-0 | 4-0 | 3-1 |
| 3    | Belgique  | 15  | 10 | 4 | 3 | 3 | 17 | 13 | +4   |  | Belgique                   | 1-4 | 1-3 |     | 1-1 | 2-0 | 2-0 |
| 4    | Macédoine | 7   | 10 | 1 | 4 | 5 | 9  | 18 | -9   |  | Macédoine                  | 0-2 | 1-1 | 0-5 |     | 3-0 | 1-2 |
| 5    | Chypre    | 7   | 10 | 1 | 4 | 5 | 6  | 20 | -14  |  | Chypre                     | 1-2 | 1-1 | 1-1 | 1-1 |     | 2-0 |
| 6    | Arménie   | 5   | 10 | 1 | 2 | 7 | 5  | 17 | -12  |  | Arménie                    | 0-2 | 0-2 | 0-2 | 2-2 | 0-0 |     |

## Groupe 3
| Rang | Équipe  | Pts | J | G | N | P | Bp | Bc | Diff |  | Résultats (▼ dom., ► ext.) |     |     |     |     |     |
| ---- | ------- | --- | - | - | - | - | -- | -- | ---- |  | -------------------------- | --- | --- | --- | --- | --- |
| 1    | Suisse  | 17  | 8 | 5 | 2 | 1 | 15 | 7  | +8   |  | Suisse                     |     | 1-2 | 4-2 | 3-0 | 1-0 |
| 2    | Turquie | 15  | 8 | 4 | 3 | 1 | 16 | 8  | +8   |  | Turquie                    | 1-2 |     | 2-1 | 2-0 | 5-0 |
| 3    | Suède   | 9   | 8 | 2 | 3 | 3 | 9  | 10 | -1   |  | Suède                      | 0-0 | 2-2 |     | 2-0 | 1-1 |
| 4    | Hongrie | 8   | 8 | 2 | 2 | 4 | 7  | 13 | -6   |  | Hongrie                    | 2-2 | 2-2 | 1-0 |     | 1-0 |
| 5    | Islande | 5   | 8 | 1 | 2 | 5 | 3  | 12 | -9   |  | Islande                    | 0-2 | 0-0 | 0-1 | 2-1 |     |

## Groupe 4
| Rang | Équipe   | Pts | J  | G | N | P  | Bp | Bc | Diff |  | Résultats (▼ dom., ► ext.) |     |     |     |     |     |     |
| ---- | -------- | --- | -- | - | - | -- | -- | -- | ---- |  | -------------------------- | --- | --- | --- | --- | --- | --- |
| 1    | Croatie  | 23  | 10 | 7 | 2 | 1  | 22 | 5  | +17  |  | Croatie                    |     | 1-1 | 2-0 | 4-0 | 2-0 | 7-1 |
| 2    | Italie   | 23  | 10 | 7 | 2 | 1  | 20 | 6  | +14  |  | Italie                     | 1-2 |     | 4-0 | 3-1 | 1-0 | 4-1 |
| 3    | Lituanie | 16  | 10 | 5 | 1 | 4  | 13 | 12 | +1   |  | Lituanie                   | 0-0 | 0-1 |     | 1-3 | 2-1 | 5-0 |
| 4    | Ukraine  | 13  | 10 | 4 | 1 | 5  | 11 | 15 | -4   |  | Ukraine                    | 1-0 | 0-2 | 0-2 |     | 2-1 | 3-0 |
| 5    | Slovénie | 11  | 10 | 3 | 2 | 5  | 13 | 13 | 0    |  | Slovénie                   | 1-2 | 1-1 | 1-2 | 3-2 |     | 3-0 |
| 6    | Estonie  | 0   | 10 | 0 | 0 | 10 | 3  | 31 | -28  |  | Estonie                    | 0-2 | 0-2 | 0-1 | 0-1 | 1-3 |     |

## Groupe 5
| Rang | Équipe      | Pts | J  | G | N | P | Bp | Bc | Diff |  | Résultats (▼ dom., ► ext.) |     |     |     |     |     |     |
| ---- | ----------- | --- | -- | - | - | - | -- | -- | ---- |  | -------------------------- | --- | --- | --- | --- | --- | --- |
| 1    | Tchéquie    | 21  | 10 | 6 | 3 | 1 | 21 | 6  | +15  |  | Tchéquie                   |     | 3-1 | 2-0 | 4-2 | 3-0 | 6-1 |
| 2    | Pays-Bas    | 20  | 10 | 6 | 2 | 2 | 23 | 5  | +18  |  | Pays-Bas                   | 0-0 |     | 3-0 | 1-0 | 5-0 | 4-0 |
| 3    | Norvège     | 20  | 10 | 6 | 2 | 2 | 17 | 7  | +10  |  | Norvège                    | 1-1 | 1-1 |     | 1-0 | 5-0 | 2-0 |
| 4    | Biélorussie | 11  | 10 | 3 | 2 | 5 | 8  | 13 | -5   |  | Biélorussie                | 0-2 | 1-0 | 0-4 |     | 2-0 | 1-1 |
| 5    | Luxembourg  | 10  | 10 | 3 | 1 | 6 | 3  | 21 | -18  |  | Luxembourg                 | 1-0 | 0-4 | 0-2 | 0-0 |     | 1-0 |
| 6    | Malte       | 2   | 10 | 0 | 2 | 8 | 2  | 22 | -20  |  | Malte                      | 0-0 | 0-4 | 0-1 | 0-2 | 0-1 |     |

## Groupe 6
| Rang | Équipe               | Pts | J  | G | N | P | Bp | Bc | Diff |  | Résultats (▼ dom., ► ext.) |     |     |     |     |     |     |
| ---- | -------------------- | --- | -- | - | - | - | -- | -- | ---- |  | -------------------------- | --- | --- | --- | --- | --- | --- |
| 1    | Portugal             | 23  | 10 | 7 | 2 | 1 | 29 | 7  | +22  |  | Portugal                   |     | 3-0 | 1-1 | 1-0 | 3-2 | 8-0 |
| 2    | République d'Irlande | 17  | 10 | 5 | 2 | 3 | 17 | 11 | +6   |  | République d'Irlande       | 1-0 |     | 1-1 | 1-3 | 2-1 | 4-0 |
| 3    | Irlande du Nord      | 17  | 10 | 5 | 2 | 3 | 20 | 15 | +5   |  | Irlande du Nord            | 1-2 | 0-4 |     | 5-3 | 1-2 | 4-1 |
| 4    | Autriche             | 16  | 10 | 5 | 1 | 4 | 29 | 14 | +15  |  | Autriche                   | 1-1 | 3-1 | 1-2 |     | 5-0 | 7-0 |
| 5    | Lettonie             | 12  | 10 | 4 | 0 | 6 | 11 | 20 | -9   |  | Lettonie                   | 1-3 | 0-3 | 0-1 | 3-2 |     | 1-0 |
| 6    | Liechtenstein        | 1   | 10 | 0 | 1 | 9 | 1  | 40 | -39  |  | Liechtenstein              | 0-7 | 0-0 | 0-4 | 0-4 | 0-1 |     |

## Groupe 7
| Rang | Équipe         | Pts | J  | G | N | P | Bp | Bc | Diff |  | Résultats (▼ dom., ► ext.) |     |     |     |     |     |     |
| ---- | -------------- | --- | -- | - | - | - | -- | -- | ---- |  | -------------------------- | --- | --- | --- | --- | --- | --- |
| 1    | Allemagne      | 25  | 10 | 8 | 1 | 1 | 27 | 10 | +17  |  | Allemagne                  |     | 3-1 | 4-1 | 6-1 | 2-1 | 1-1 |
| 2    | Bulgarie       | 22  | 10 | 7 | 1 | 2 | 24 | 10 | +14  |  | Bulgarie                   | 3-2 |     | 2-0 | 4-1 | 3-0 | 3-1 |
| 3    | Géorgie        | 15  | 10 | 5 | 0 | 5 | 14 | 13 | +1   |  | Géorgie                    | 0-2 | 2-1 |     | 0-1 | 2-0 | 5-0 |
| 4    | Moldavie       | 9   | 10 | 3 | 0 | 7 | 11 | 27 | -16  |  | Moldavie                   | 0-3 | 0-3 | 3-2 |     | 2-3 | 3-2 |
| 5    | Albanie        | 8   | 10 | 2 | 2 | 6 | 10 | 16 | -6   |  | Albanie                    | 1-2 | 1-1 | 0-1 | 3-0 |     | 1-1 |
| 6    | Pays de Galles | 8   | 10 | 2 | 2 | 6 | 9  | 19 | -10  |  | Pays de Galles             | 1-2 | 0-3 | 0-1 | 1-0 | 2-0 |     |

## Groupe 8
| Rang | Équipe      | Pts | J  | G | N | P  | Bp | Bc | Diff |  | Résultats (▼ dom., ► ext.) |     |     |     |     |     |     |
| ---- | ----------- | --- | -- | - | - | -- | -- | -- | ---- |  | -------------------------- | --- | --- | --- | --- | --- | --- |
| 1    | Russie      | 26  | 10 | 8 | 2 | 0  | 34 | 5  | +29  |  | Russie                     |     | 0-0 | 2-1 | 3-1 | 3-0 | 4-0 |
| 2    | Écosse      | 23  | 10 | 7 | 2 | 1  | 19 | 3  | +16  |  | Écosse                     | 1-1 |     | 1-0 | 1-0 | 5-1 | 5-0 |
| 3    | Grèce       | 18  | 10 | 6 | 0 | 4  | 23 | 9  | +14  |  | Grèce                      | 0-3 | 1-0 |     | 4-0 | 5-0 | 2-0 |
| 4    | Finlande    | 15  | 10 | 5 | 0 | 5  | 18 | 18 | 0    |  | Finlande                   | 0-6 | 0-2 | 2-1 |     | 5-0 | 4-1 |
| 5    | Îles Féroé  | 6   | 10 | 2 | 0 | 8  | 10 | 35 | -25  |  | Îles Féroé                 | 2-5 | 0-2 | 1-5 | 0-4 |     | 3-0 |
| 6    | Saint-Marin | 0   | 10 | 0 | 0 | 10 | 2  | 36 | -34  |  | Saint-Marin                | 0-7 | 0-2 | 0-4 | 0-2 | 1-3 |     |

## Barrage

### Classement des deuxièmes
Un classement comparatif des deuxièmes de chacun des huit groupes est établi. Dans ce classement sont uniquement pris en compte les résultats des matchs de chaque groupe opposant le deuxième à ceux qui ont terminé premier, troisième et quatrième. Les autres résultats sont ignorés. 
Les six premiers de ce classement des deuxièmes sont directement qualifiés pour la phase finale. Les deux derniers doivent s'affronter en un match de barrage afin de déterminer le dernier qualifié.
| Rang | Équipe               | Pts | J | G | N | P | Bp | Bc | Diff |
| ---- | -------------------- | --- | - | - | - | - | -- | -- | ---- |
| 1    | Italie               | 13  | 6 | 4 | 1 | 1 | 12 | 4  | +8   |
| 2    | Bulgarie             | 12  | 6 | 4 | 0 | 2 | 14 | 8  | +6   |
| 3    | Turquie              | 11  | 6 | 3 | 2 | 1 | 11 | 8  | +3   |
| 4    | Écosse               | 11  | 6 | 3 | 2 | 1 | 5  | 2  | +3   |
| 5    | Danemark             | 11  | 6 | 3 | 2 | 1 | 9  | 7  | +2   |
| 6    | France               | 10  | 6 | 2 | 4 | 0 | 8  | 2  | +6   |
| 7    | Pays-Bas             | 8   | 6 | 2 | 2 | 2 | 6  | 5  | +1   |
| 8    | République d'Irlande | 7   | 6 | 2 | 1 | 3 | 8  | 10 | -2   |

- Les Pays-Bas et l'Irlande disputent sur terrain neutre le match de determination attribuant le dernier ticket qualificatif :

| 13 décembre 1995 | Pays-Bas          | 2 - 0 | République d'Irlande | Anfield, Liverpool                          |                                             |
|                  | Kluivert 29e, 88e |       |                      | Spectateurs : 40 050 Arbitrage : Vadim Zhuk | Spectateurs : 40 050 Arbitrage : Vadim Zhuk |

## Les qualifiés
Les 16 équipes qualifiées pour le tournoi final sont :
| - Angleterre (pays organisateur) - Danemark - Espagne - Italie - Pays-Bas - Bulgarie - Allemagne - Portugal | - Écosse - France - Tchéquie - Croatie - Suisse - Roumanie - Russie - Turquie |  |